# Cains River
Der Cains River  ist ein etwa 110 km langer rechter Nebenfluss des Southwest Miramichi River in der kanadischen Provinz New Brunswick.

## Flusslauf
Der Cains River entspringt 30 km nordnordöstlich von Fredericton auf einer Höhe von 155 m. Er fließt in überwiegend nordöstlicher Richtung und wendet sich erst auf den letzten 10 Kilometern in Richtung Nordnordwest. Der Cains River mündet schließlich in den Southwest Miramichi River, 8,5 km südsüdöstlich von Blackville. Der Flusslauf befindet sich im Nordosten des York County und im Süden des Northumberland County. Das 1399 km² große Einzugsgebiet des Cains River ist hauptsächlich bewaldet.

## Fischfauna
Im Fluss kommt der Atlantische Lachs vor. Der Fluss ist ein beliebtes Angelgewässer.